# Aluminon
Aluminon – organiczny związek chemiczny, sól amonowa kwasu aurynotrikarboksylowego, barwnik triarylometanowy. Stosowany do wykrywania i oznaczania metodą kolorymetryczną glinu w wodzie, żywności i tkankach.
Tworzy intensywnie zabarwione laki z glinem, chromem, żelazem i berylem. Ma także zastosowanie w sprayach do gardła w aerozolu.
Aluminon może być otrzymywany poprzez reakcję azotynu sodu z kwasem salicylowym, dodając formaldehyd, a następnie amoniak.

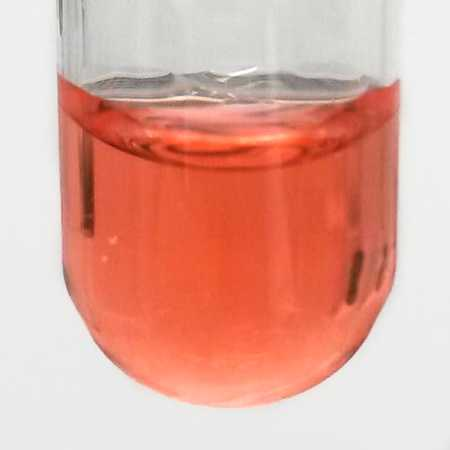
Wodny roztwór aluminonu
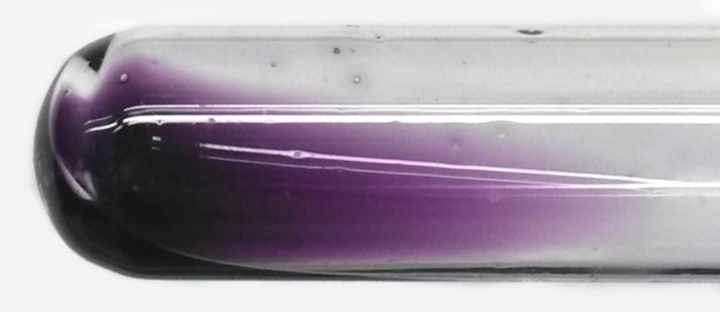
Wodny roztwór aluminonu + Fe3+
 (pH ~7)